# Fat Mammy Brown
"Fat Mammy Brown" är en sång som skrevs av Povel Ramel, och sjöngs in av Brita Borg på skiva, och utkom 1957. Med den låten fick Brita Borg sin största skivframgång. Skivan tillbringade flera månader på branschtidningen Show Business'  försäljningslista och nådde som bäst #6.
Den gavs 1960 även ut på Brita Borgs album B som i Brita Borg.